# Majapur
Majapur (beng. মায়াপুর) – miejscowość położona w okolicach Nawadwip w Zachodnim Bengalu w Indiach. Jedno ze świętych miejsc hinduizmu, corocznie odwiedzane przez miliony pielgrzymów.
Miejsce narodzin Ćaitanji Mahaprabhu, uznawanego za szczególną inkarnację Kryszny i Radharani.
W Majapurze swoją główną siedzibę ma Międzynarodowe Towarzystwo Świadomości Kryszny (ISKCON).